# Riu Roe
El Riu Roe és un dels quatre rius més curts del món, flueix entre un dipòsit d'aigua dolça de grans dimensions al voltant de la ciutat de Great Falls, a l'estat de Montana, Estats Units, i el Riu Missouri, perllongant-se al llarg de 61 metres. El reconeixement d'aquest riu va tenir lloc en 1989, quan va passar a figurar en el Llibre Guinness dels Rècords.
Una campanya reeixida per reconèixer aquest curs fluvial com el riu més curt del món en el Llibre Guinness dels rècords va partir de la iniciativa d'un estudiant de l'Escola elemental Lincoln, a Great Falls. Abans d'això, el riu D, a l'estat d'Oregon, era considerat com el riu més curt del món, amb uns 150 metres de recorregut.